# Angerville (Calvados)
Angerville je francouzská obec v departementu Calvados v regionu Normandie. Žije zde 191 obyvatel.

## Geografie

### Sousední obce
| Růžice kompasu | Grangues           | Douville-en-Auge | Heuland       | Růžice kompasu |
| Růžice kompasu | Dozulé             | Sever            | Cresseveuille | Růžice kompasu |
| Růžice kompasu | Dozulé             | Angerville       | Cresseveuille | Růžice kompasu |
| Růžice kompasu | Dozulé             | Jih              | Cresseveuille | Růžice kompasu |
| Růžice kompasu | Saint-Léger-Dubosq |                  |               | Růžice kompasu |